# Озолиньш, Леопольд
Леопольд О́золиньш (латыш. Leopolds Ozoliņš; 1937—2021) — латвийский политик, депутат 6-го, 8-го и 9-го Сейма Латвии от коалиции «Союз зелёных и крестьян». Заместитель председателя парламентской комиссии по иностранным делам.

## Биография
Родился 26 июня 1937 года в Риге.
Среднее образование получил в 1-й Рижской гимназии. В 1960 году окончил Рижский медицинский институт. После окончания института работал хирургом в Вентспилсе, старшим научным сотрудником в институте травматологии, врачом в санитарной авиации. Специализировался на ожоговой хирургии, создал несколько новых средств для лечения труднозаживающих ран и использования природных веществ в медицине. В 1988 году принимал участие в спасательных работах после землетрясения в Армении, в 1989 году участвовал в спасательных работах после уфимской железнодорожной катастрофы.
В 1989 году избран народным депутатом СССР, в 1994 году — депутатом Юрмальской думы, в 1995 году — депутатом Сейма от объединения «Тевземей ун Бривибай». Автор ряда научных работ.
Умер от инсульта 11 января 2021 года в больнице имени Паула Страдыня.

## Деятельность и заявления
Озолиньш является одним из инициаторов принятия декларации Сейма «Об осуждении преступлений коммунистического тоталитаризма и оккупации СССР» в 2005 году. По мнению Озолиньша, Россия должна выплатить Латвии не менее 20 миллиардов долларов в качестве финансовой компенсации за годы, в которые Латвия была в составе СССР. Он, в частности, заявил: «Что значит — Россия не может выплатить компенсацию? Россия — богатая страна: у неё бриллианты, олигархи, компании, зарегистрированные в офшорных зонах! Германия же выплатила компенсацию Израилю, а почему Россия не платит?».
В 2006 году Озолиньш предложил установить в Риге памятник 40-му президенту США Рональду Рейгану. Инициатива была поддержана МИДом Латвии, однако Совет памятников Рижской думы отклонил предложение. Озолиньш выступает за пожизненный запрет для бывших работников КГБ СССР занимать государственные должности. Был инициатором обнародования архивов КГБ и имён его штатных и внештатных агентов.
В 2005 году Леопольд Озолиньш дал негативную оценку инициативе проведения гей-парада в Риге. По его словам, шествие следует рассматривать как «гордость дегенератов своим извращённым сознанием», а гомосексуализм является «тяжёлым духовным уродством». Депутат выразил уверенность, что гомосексуализм поддаётся лечению. Он также сказал, что «гомосексуализм способствует педофильным преступлениям и распространению смертельной болезни — СПИДа, а также гепатита C». Активист гомосексуального движения И. Козловскис подал судебный иск против Озолиньша, сочтя его высказывания оскорбительными. Городским судом Юрмалы иск был отклонён; приговор был оспорен истцом.
В интервью латвийскому радио Озолиньш назвал гомосексуалов «пидарасами». После демонстрации по телевидению Белоруссии кадров, на которых латвийский дипломат был изображён во время гомосексуального контакта, Озолиньш заявил, что Министерство иностранных дел Латвии должен быть проинформирован о сексуальной ориентации своих сотрудников.

## Критика
Деятельность Озолиньша подвергается критике со стороны представителей движения «За права человека в единой Латвии». Председатель фракции объединения в Сейме Яков Плинер назвал декларацию о требовании компенсаций от России «абсурдной». Он также негативно отозвался об инициативе Озолиньша лишить натурализованных граждан права голоса на первые два года после получения гражданства. Комментируя критику, Озолиньш утверждает, что он не выступает против натурализации неграждан, а также не испытывает вражды к русскоязычному населению. По его словам, депутаты-критики Яков Плинер и Борис Цилевич спекулируют на понятии «русскоязычный».